# Pays Cœur de Flandre
 (juillet 2025).
Motif : Sans sources secondaires.
- Archive Wikiwix
- Bing
- Cairn
- DuckDuckGo
- E. Universalis
- Gallica
- Google
- G. Books
- G. News
- G. Scholar
- Persée
- Qwant
- (zh) Baidu
- (ru) Yandex
- (wd) trouver des œuvres sur Wikidata

| 1. | Préciser le motif de la pose du bandeau. | Précisez le motif de la pose du bandeau en utilisant la syntaxe suivante : {{admissibilité à vérifier\|date=juillet 2025\|motif=remplacez ce texte par le motif}}                         |
| 2. | Informer les utilisateurs concernés.     | Pensez à avertir le créateur de l'article, par exemple, en insérant le code ci-dessous sur sa page de discussion : {{subst:avertissement admissibilité à vérifier\|Pays Cœur de Flandre}} |

Le  Pays Cœur de Flandre était un pays d'aménagement du territoire regroupant des collectivités territoriales de la Flandre française, au nord-ouest de la région Hauts-de-France.

## Composition
Ce pays regroupe 6 communautés de communes, principalement dans le département du Nord :
- Communauté de communes Flandre Lys (8 communes),
- Communauté de communes de l’Houtland (7 communes),
- Communauté de communes Monts de Flandre - Plaine de la Lys (7 communes, dont 1 dans le Pas-de-Calais),
- Communauté de communes du Pays des Géants (7 communes),
- Communauté de communes rurales des Monts de Flandres (10 communes),
- Communauté de communes de la voie romaine (4 communes),

et 3 communes non regroupées :
- Blaringhem,
- Hazebrouck et
- Wallon-Cappel.

Soit un total de 45 communes :
| - Bailleul - Berthen - Blaringhem * - Boeschepe - Boeseghem - Borre - Caëstre - Ebblinghem | - Eecke - Estaires - Flêtre - Fleurbaix - Godewaersvelde - Haverskerque - Hazebrouck * - Hondeghem | - Houtkerque - La Gorgue - Laventie - Le Doulieu - Lestrem - Lynde - Merris - Merville | - Méteren - Morbecque - Neuf-Berquin - Nieppe - Oudezeele - Pradelles - Renescure - Sailly-sur-la-Lys | - Saint-Jans-Cappel - Saint-Sylvestre-Cappel - Sercus - Staple - Steenbecque - Steenvoorde - Steenwerck - Strazeele | - Terdeghem - Thiennes - Vieux-Berquin - Wallon-Cappel * - Winnezeele |

Communes faisant partie du Coeur de Flandre

Ces communes sont pour la plupart situées dans le département du Nord, à l’exception de Fleurbaix, Lestrem, Laventie et Sailly-sur-la-Lys (dans le département du Pas-de-Calais).
Le pays est créé et géré à l'initiative d'un syndicat mixte (fondé sous forme d'une association sans but lucratif et non en tant qu’établissement public) qui regroupe ces collectivités, ainsi que (en tant qu’adhérents associés) les départements du Nord, du Pas-de-Calais, et de la région Nord-Pas-de-Calais, et plusieurs acteurs socio-économiques du Pays ; ce syndicat a signé une charte, un plan et un contrat de développement avec les départements, la région Nord Pas-de-Calais et l'État sous l'impulsion d'un comité technique.

## Démographie
| 1982                                                             | 1990    | 1999    | 2006    |
| ---------------------------------------------------------------- | ------- | ------- | ------- |
| 105 134                                                          | 112 219 | 116 197 | 126 920 |
| Nombre retenu à partir de 1982 : Population sans doubles comptes |         |         |         |